# Кем Сокха
Кем Сокха (кхмер. កឹម សុខា; род. 27 июня 1953) — камбоджийский политический деятель и активист, занимавший последним со 2 марта по 16 ноября 2017 года пост председателя «Партии национального спасения Камбоджи» (ПНСК).

## Биография
Он был лидером меньшинства, высокопоставленным депутатом от оппозиции в Национальной ассамблее с декабря 2016 по январь 2017 года, а ранее — первым вице-председателем Национальной ассамблеи с 26 августа 2014 по 30 октября 2015 года. С 2008 по 2017 год он представлял регион Кампонгтям в качестве члена парламента. С 2007 по 2012 год Сокха был лидером «Партии прав человека», которую он основал.

### Преследование
В сентябре 2017 года муниципальный суд Пномпеня обвинил Кема Сокха в «государственной измене и шпионаже», а также в организации уличных протестов 2014 года в Венг Сренг. Он был арестован у себя дома 3 сентября и помещён в следственный изолятор в провинции Тбонгхмум. Премьер Хун Сен и другие правительственные чиновники Камбоджи утверждали, что Сокха был в сговоре с Соединёнными Штатами Америки. Адвокаты Сокхи заявили о нарушении прав их клиентов, предусмотренных статьей 149 Уголовно-процессуального кодекса. В ноябре 2017 года ПНСК была распущена, а 118 её членам, в том числе Сокха, было запрещено заниматься политикой на пять лет. Он был освобождён под залог 10 сентября 2018 года, более чем через год после ареста, но был помещён под домашний арест. В дальнейшем политик был освобождён из-под домашнего ареста 10 ноября 2019 года, но ему запрещено выезжать за пределы страны и принимать участие в политической деятельности.
3 марта 2023 года лидера оппозиции приговорили к 27 годам домашнего ареста по обвинению в государственной измене. Суд также запретил Сокхе участвовать и голосовать в предстоящих в июле всеобщих выборах.